# Liste der Kulturdenkmäler in Frankenau
Die folgende Liste enthält die in der Denkmaltopographie ausgewiesenen Kulturdenkmäler auf dem Gebiet  der  Stadt Frankenau, Landkreis Waldeck-Frankenberg, Hessen.
Hinweis: Die Reihenfolge der Denkmäler in dieser Liste orientiert sich zunächst an Stadtteilen und anschließend der Anschrift, alternativ ist sie auch nach der Bezeichnung, der vom Landesamt für Denkmalpflege vergebenen Nummer oder der Bauzeit sortierbar.
Kulturdenkmäler werden fortlaufend im Denkmalverzeichnis des Landes Hessen durch das Landesamt für Denkmalpflege Hessen auf Basis des Hessischen Denkmalschutzgesetzes (HDSchG) geführt. Die Schutzwürdigkeit eines Kulturdenkmals hängt nicht von der Eintragung in das Denkmalverzeichnis des Landes Hessen oder der Veröffentlichung in der Denkmaltopographie ab.

Das Vorhandensein oder Fehlen eines Objekts in dieser Liste ist keine rechtsverbindliche Auskunft darüber, ob es Kulturdenkmal ist oder nicht: Diese Liste entspricht möglicherweise nicht dem aktuellen Stand der offiziellen Denkmaltopographie. Diese ist für Hessen in den entsprechenden Bänden der Denkmaltopographie Bundesrepublik Deutschland und im Internet unter DenkXweb – Kulturdenkmäler in Hessen einsehbar. Auch diese Quellen sind, obwohl sie durch das Landesamt für Denkmalpflege Hessen aktualisiert werden, nicht immer aktuell, da es im Denkmalbestand immer wieder Änderungen gibt.
Eine verbindliche Auskunft erteilt allein das Landesamt für Denkmalpflege Hessen.
Nutze diese Kartenansicht, um Koordinaten in der Liste zu setzen. In dieser Kartenansicht sind Kulturdenkmale ohne Koordinaten mit einem roten bzw. orangen Marker dargestellt und können in der Karte gesetzt werden. Kulturdenkmale ohne Bild sind mit einem blauen bzw. roten Marker gekennzeichnet, Kulturdenkmale mit Bild mit einem grünen bzw. orangen Marker.

## Kulturdenkmäler nach Ortsteilen

### Allendorf
| Bild            | Bezeichnung                        | Lage                                                       | Beschreibung | Bauzeit | Objekt-Nr. |
| --------------- | ---------------------------------- | ---------------------------------------------------------- | --- | ------- | ---------- |
| Bild gesucht BW | Ehemalige Schule                   | Allendorf, Dainroder Straße 3 LageFlur: 8, Flurstück: 46/4 | An einer platzartigen Erweiterung der Dainroder Straße im Zentrum des Ortes wurde im Jahre 1838 von der Gemeinde ein zweigeschossiges, traufständiges Schulhaus erbaut. Das stockwerkweise verzimmerte Fachwerkhaus wirkt durch den fast vollständigen Verzicht auf einen Sockel im Erdgeschoss sehr gedrungen. Bündig ohne Überstände verzimmert zeigt es ein einfaches, im Erdgeschoss einfach, im höheren Obergeschoss doppelt verriegeltes konstruktives Fachwerkgefüge, das mit steilen geschosshohen Streben ausgesteift ist. Der von einem flachen Satteldach bedeckte Bau wurde 1878 nach Westen um ein mit geschosshohen Kreuzverstrebungen versteiftes Gebinde erweitert und wohl auch zu dieser Zeit mit einem neuen Dach versehen. Zum Umfang des Denkmals gehört auch der im Westen der Schule befindliche ehemalige Stall, ein giebelständig zur Straße errichtetes Bruchsteingebäude mit mittiger Erschließung. Im Jahre 1955 wurde die Schule geschlossen und das Gebäude an private Nutzer verkauft. | 1838    | 79488 DDB  |
| Bild gesucht BW | Gesamtanlage historischer Ortskern | Allendorf, Gesamtanlage historischer Ortskern Lage         | Altefeldstraße 2, 4; Bergstraße 1-5; Dainroder Straße 1; Erlenweg 1-3; Hardtbergstraße 1; Hunoldstraße 1-9, 4-8. Der historische Ortskern Allendorfs hat sich aus mehreren, vom Hospital Haina lehnsrührigen Hofstellen entwickelt. Noch heute zeigt das Kataster drei große Höfe entlang des Erlenweges und drei weitere nördlich der Altefeld- bzw. Bergstraße. Nach der Ablösung der Lehen in den 1840er-Jahren entstanden auf den Hofstellen neue Gebäude, die bis heute das Gesicht der Gemeinde prägen. Die unregelmäßigen Hofstellen sind zum Teil als Hakenhöfe, zum Teil als Dreiseithöfe ausgebildet und mit teilweise großvolumigen Wirtschaftsgebäuden sowie zweigeschossigen Wohnhäusern aus Fachwerk besetzt. Typisch für Allendorf sind dabei die hohen Bruchsteinsockel an den Wohnhäusern sowie die Bruchsteinerdgeschosse der Scheunen, über denen sich einfach strukturierte Fachwerkgefüge erheben. |         | 760452 DDB |
| Bild gesucht BW | Wohnhaus                           | Allendorf, Hunoldstraße 7 LageFlur: 8, Flurstück: 29/6     | Großvolumiges, zur Straße giebelständiges Fachwerkwohnhaus aus dem Jahre 1810 über einem im ausgehenden 19. Jahrhundert erneuerten und unter Verkürzung des Erdgeschosses erhöhten Bruchsteinsockel aus Grauwacke mit Eckquaderung und kleinen Fenstern mit Sandsteinlaibungen. Das ehemalige Einhaus verfügt seither über ein vollständiges Sockelgeschoss, an dessen vorderer Ecke ein Inschriftenstein mit folgender Inschrift eingelassen ist: „Johannes Freitag und dessen Ehefrau die haben diese Mauer erbaut im Jahr 1810“. Die oberen, zu Wohnzwecken genutzten Geschosse des stockwerkweise mit leichtem Überstand verzimmerten Hauses zeigen ein regelmäßiges, doppelt verriegeltes Fachwerkgefüge mit Mannfiguren an den Eckständern. Die Eckständer sind mit Kartuschen und Kreisen, im ersten Obergeschoss außerdem mit Rosetten verziert, im zweiten Obergeschoss mit Sechsstern. Die Stockwerke werden durch eine breite Gebälkzone mit überkämmten Balkenköpfen getrennt, deren profilierte Obergeschossschwelle eine heute weitgehend nicht mehr lesbare Inschrift trägt, die sich vollständig um das gesamte Gebäude zieht. | um 1810 | 79489 DDB  |
| Bild gesucht BW | Evangelische Kirche                | Allendorf, Hunoldstraße 9 LageFlur: 8, Flurstück: 32/5     | Die Gemeinde Allendorf hatte seit dem frühen 17. Jahrhundert eine eigene Kirche, die im Jahre 1720 wegen Baufälligkeit abgerissen wurde. Die arme Kirchengemeinde brauchte fast zwei Jahrzehnte um sich eine neue Kirche bauen zu können, die dann im Jahre 1739 eingeweiht wurde. Es entstand ein einfacher Saalbau mit massivem Erdgeschoss aus Bruchstein. Über dem an der Längsseite vierachsigen Erdgeschoss erhebt sich mit leichtem Überstand ein Fachwerkgeschoss mit einfacher Verriegelung und weit gestellten Dreiviertelstreben an den Eckständern. Die breite Gebälkzone umfasst die profilierten Köpfe von Stichbalken, auf denen im Inneren die Empore ruht sowie eine ebensolche Schwelle, die direkt auf dem Rähm aufliegt und die Balkenköpfe überkämmt. Den oberen Abschluss bildet ein steiles Satteldach mit einem kleinen, mit steilem Zeltdach versehenen, achteckigen Dachreiter im Westen. Im Jahre 1955 wurde im Osten ein eingezogener, quadratischer Chorraum angebaut. An der Außenseite des Chores wurden zwei Grabsteine aus der Mitte des 18. Jahrhunderts aufgestellt, deren Inschrift nicht mehr lesbar ist. Der Innenraum der schlichten Kirche wird durch die dreiseitige, auf gefasten Ständern ruhende Empore sowie den hohen, gefasten Ständer gegliedert, der vermittelt über ein Sattelholz über gebogenen Kopfbändern den Mittelunterzug trägt, auf dem die Deckenbalken der flachen Decke ruhen. Nach dem Anbau des Altarraumes wurde die Ostwand zu einem Triumphbogen geöffnet, an dessen Südseite eine neue Kanzel errichtet wurde. Im Altarraum selbst befindet sich lediglich eine aus Sandstein gemauerte, blockartige Altarmensa. Eine Orgel erhielt die Kirche erst im Jahre 1966, als die Gemeinde ein Instrument des Orgelbauers Wolfgang Böttner aus Frankenberg erwarb. | 1739    | 79490 DDB  |
| Bild gesucht BW | Altes Backhaus                     | Allendorf, Kastanienweg 6 LageFlur: 8, Flurstück: 51/12    | Neben der Schule wurde wohl zeitgleich durch die Gemeinde ein Backhaus errichtet. Das eingeschossige, an der Westseite der platzartigen Erweiterung der Dainroder Straße gelegene Gebäude wurde aus nicht lagenhaft vermauerter Grauwacke errichtet und mit einer Eckquaderung aus Sandstein versehen. Fenster und giebelseitige Eingangstür wurden ebenfalls mit Sandsteinlaibungen hervorgehoben. |         | 79491 DDB  |

### Altenlotheim
| Bild                  | Bezeichnung              | Lage                                                           | Beschreibung | Bauzeit              | Objekt-Nr. |
| --------------------- | ------------------------ | -------------------------------------------------------------- | --- | -------------------- | ---------- |
| weitere Bilder        | Jüdischer Friedhof       | Altenlotheim, Am Knappe LageFlur: 13, Flurstück: 66            | Jüdischer Friedhof mit fünf erhaltenen Grabsteinen, Kulturdenkmal aus geschichtlichen und wissenschaftlichen Gründen. | Ende 19. Jahrhundert | 760463 DDB |
| Historischer Ortskern | Historischer Ortskern    | Altenlotheim, Gesamtanlage 1 Lage                              | Den Kern des Dorfes Altenlotheim bildet der Bereich um den Kirchplatz herum. Ausgehend von diesem Zentrum wuchs der Ort in Richtung der Lorfe und entlang der Korbacher Straße. Rückschläge wie der Großbrand 1750 und ein weiterer Großbrand im Jahre 1859, bei dem 72 Gebäude, darunter 34 Wohnhäuser abbrannten, unterbrachen diese Entwicklung, so dass die Bereiche um die erst nach 1859 trassierte Burgstraße bis zur Forststraße sowie westlich der Lorfe erst in der zweiten Hälfte des 19. Jahrhunderts aufgesiedelt wurden. Zwar wurden fast alle heutigen Gebäude des Ortes erst nach dem Brand ab 1860 errichtet, die Parzellenstruktur im Bereich um die Kirche herum deutet jedoch durch ihre Kleinteiligkeit und unregelmäßige Struktur auf eine längere Siedlungstradition hin. Die weitgehend als Hakenhöfe ausgebildeten landwirtschaftlichen Hofstellen im Bereich des Burgweges sind noch heute überwiegend mit Fachwerkhäusern mit massiven Erdgeschossen und baugleichen Scheunen aus den Jahren direkt nach 1859 versehen. Heute wird der Ortskern durch eine dichte Bebauung mit unterschiedlich strukturierten Hofanlagen mit Fachwerkhäusern und Scheunen des späteren 19. Jahrhunderts geprägt. |                      | 760457 DDB |
| Bild gesucht BW       | Forsthaus Schmittlotheim | Altenlotheim, Im Mühlenbach 1 LageFlur: 13, Flurstück: 4/3     | Nördlich des Ortes, leicht erhöht und aus dem Straßenraum der Straße nach Schmittlotheim zurückgesetzt, wurde 1878/79 auf T-förmigem Grundriss das Forsthaus von Schmittlotheim errichtet. Wie die meisten Forsthäuser aus der preußischen Zeit besteht es aus einem eingeschossigen Stall, der heute zu Wohnzwecken umgebaut ist, sowie einem zweigeschossigen Wohnhaus, das wie ein Kopfbau dem Stall vorgelagert ist. Beide Gebäudeteile erheben sich über hohen Sockelzonen aus Grauwacke, deren Ecken und Fensterlaibungen mit rotem Sandstein farblich abgesetzt sind. Stall und Erdgeschoss wurden in Ziegelmauerwerk errichtet, regelmäßig durch segmentbogige Fenster gegliedert und sind inzwischen glatt verputzt. Das leicht überkragende Obergeschoss des Wohnhauses wurde als Fachwerkkonstruktion mit doppelter Verriegelung und Kreuzverstrebung in den oberen Gefachen errichtet. Sowohl das Wohnhaus als auch der mit einem verbretterten Drempelgeschoss versehene frühere Stall sind mit flachen Satteldächern mit weit überkragenden Ortgängen gedeckt. | 1878/1879            | 130159 DDB |
| weitere Bilder        | Evangelische Kirche      | Altenlotheim, Kirchplatz 12 LageFlur: 11, Flurstück: 13        | Im Jahre 1765 wurde wohl als Ersatz für eine bei dem Großbrand 1750 untergegangene Kirche in der Mitte des fast dreieckigen Kirchplatzes unter der Schirmherrschaft des Landgrafen Ludwig VIII. eine neue Kirche errichtet. Es entstand ein dreiachsiger Saalbau mit einem, die gesamte Gebäudebreite einnehmenden Dreiachtelschluss, dem im Westen ein eingezogener Turm vorgelagert ist. Das Erdgeschoss der Kirche wurde aus heute verputztem Bruchsteinmauerwerk errichtet und mit Rundbogenfenstern mit mehrfach profilierten Sandsteingewänden versehen. Über dem das Erdgeschoss abschließenden, profilierten Gesims erhob sich ursprünglich ein Fachwerkobergeschoss. Dieses Fachwerkobergeschoss war nach Angabe des Kreisbaumeisters im Jahre 1846 an vielen Stellen ausgewichen und das Gebälk an mehreren Stellen gebrochen, so dass Einsturzgefahr bestand. Da die Gemeinde auf die Bedenken des Kreisbaumeisters nicht reagierte, wurde die Kirche im Jahre 1849 durch die Oberbaudirektion geschlossen. Im folgenden Jahr entfernte man das gesamte Obergeschoss und errichtete ein neues in Ziegelbauweise. Die so renovierte Kirche wurde am 12. Dezember 1851 neu eingeweiht. Das neu errichtete Obergeschoss nimmt heute die Formen und Axialität des Erdgeschosses in schlichterer Form auf und schließt mit einem breiten profilierten Traufgesims ab, über dem sich ein flaches, im Osten abgewalmtes Dach erhebt. Der einfache Turm blieb erhalten, erhielt aber ein neues, achteckiges Obergeschoss und einen ebensolchen laternenartigen Aufsatz mit Welscher Haube. An der Ostseite der Kirche befindet sich ein Inschriftenstein aus dem 18. Jahrhundert mit einer von zwei Löwen getragenen Krone und folgender Inschrift: „A M N Vente Deo ex votos vos gubernant Ludovico VIII Hassiae Landgravi(us), D Lt Hallwachs satrapa et Klehm pastore floret adorando fabrica structa Deo evangelio D o M consecrata“. Der schlichte, mit einer flachen Decke versehene Innenraum der Kirche wird durch eine dreiseitige Empore auf achteckigen Ständern mit einfachen Kapitellen und kassettierter Brüstung, die als Wandvorlage um den Altarraum herum fortgeführt wird, dominiert. Den Osten der Empore nimmt die Orgel mit klassizistischem Prospekt ein. Im Westen ist eine auf klassizistischen Pfeilern ruhende Altarmensa, ein gleich gestalteter Taufstein sowie die hinter dem Altar platzierte sechseckige Kanzel aufgestellt. Die im Kern um 1590 wohl vom Schnitzer Jost Schilling aus Immighausen für die Kirche in Höringhausen geschaffene Kanzel wurde nach dem Brand der Kirche 1750 in Altenlotheim aufgestellt. Korpuspaneele, Sockel, Brüstungsgesims und Profilrahmen zeigen noch die ursprünglichen Renaissanceformen, Fuß, Zierbretter und trichterförmiges Zwischenglied wurden um 1750 erneuert. Blatt- und Beschlagwerk gerahmte Paneele zeigen Brustbilder des Christus Salvator „Christ ist geben alle Gewalt im Himmel. Mat: 28“, des Propheten Jesaja „Es wirt eine Rute ausgehen von dem Stam Isai“ sowie des Höringhauser Pfarrers Heinrich Pankuke (1549–1632) „Deo dante nihil. potest invidia. H. Henrich Pankuke Pastor“. | 1765                 | 79493 DDB  |
| Bild gesucht BW       | Schulhaus                | Altenlotheim, Klosterstraße 4 LageFlur: 7, Flurstück: 89/3     | Kurz nach 1900 am südöstlichen Ortsrand errichtetes Schulhaus auf rechteckigem Grundriss mit einem an der rechten Seite angeordneten Seitenrisalit. Sockel und Erdgeschoss des großvolumigen Gebäudes wurden aus nicht lagenhaft vermauertem Bruchsteinmauerwerk errichtet. Die regelmäßig angeordneten, segmentbogigen Fenster sind im Kontrast zum Mauerwerk mit glatten Putzfaschen versehen. Das leicht überkragende Obergeschoss des zweigeschossigen, von einem steilen, abgewalmten Satteldach abgeschlossenen Schulhauses zeigt ein dichtes Fachwerkgefüge, das mit steilen Dreiviertelstreben ausgesteift ist. | um 1900              | 79494 DDB  |
| Bild gesucht BW       | Einhaus                  | Altenlotheim, Korbacher Straße 12 LageFlur: 12, Flurstück: 5/1 | Um 1800 traufständig zur Korbacher Straße errichtetes Einhaus. Das stockwerkweise verzimmerte, zweigeschossige Fachwerkhaus erhebt sich über einem verputzten Sockel und zeigt ein einfaches, bündig verzimmertes Fachwerkgefüge, dass mit Dreiviertelstreben ausgesteift ist. Im linken Stallteil sind die Dreiviertelstreben zusätzlich mit Kopfbändern versehen. | um 1800              | 79495 DDB  |
| Wohnhaus              | Wohnhaus                 | Altenlotheim, Korbacher Straße 14 LageFlur: 12, Flurstück: 4/1 | In zwei Bauphasen um 1800 und um 1900 errichtetes Fachwerkeinhaus. Das traufständig zur Korbacher Straße aufgerichtete Gebäude erhebt sich über einem früher als Stall genutzten Sockelgeschoss aus Bruchsteinmauerwerk. Der rechte, als Wohnteil genutzte ältere Bauteil wird über eine lange Freitreppe erschlossen und zeigt ein stockwerkweise verzimmertes Fachwerk mit regelmäßigem, einfach verriegeltem Gefüge, das mit Dreiviertelstreben und gegenläufigen Kopfbändern an den Eck- und Bundständern ausgesteift ist. Die breite Gebälkzone zwischen dem Erd- und dem leicht überkragenden Obergeschoss ist durch gerundete Balkenköpfe und Füllhölzer besonders betont. Der linke Stallteil nimmt die Grundformen des Wohnhauses auf, zeigt aber eine zeittypisch einfachere Fachwerkstruktur mit steilen geschosshohen Streben. | um 1800              | 79496 DDB  |
| Bild gesucht BW       | Wohnhaus                 | Altenlotheim, Lorfestraße 4 LageFlur: 10, Flurstück: 10/2      | In zwei Bauphasen im Jahre 1800 und um 1900 errichtetes Fachwerkeinhaus. Das zweigeschossige, stockwerkweise verzimmerte Wohnhaus aus dem Jahre 1800 erhebt sich über einem Bruchsteinsockel und wurde wohl zeitgleich mit dem Anbau des Wirtschaftsteils um 1900 im Erdgeschoss massiv erneuert. Das leicht überkragende Obergeschoss wahrt jedoch noch das Fachwerk der Erbauungszeit mit seinen weit ausgreifenden Dreiviertelstreben. An der Schwelle des Obergeschosses findet sich folgende Inschrift: „Jesus wond in diesem Haus und weiched nimmer mehr daraus 1800“. | um 1800              | 79497 DDB  |

### Dainrode
| Bild                               | Bezeichnung                        | Lage                                                       | Beschreibung | Bauzeit                   | Objekt-Nr. |
| ---------------------------------- | ---------------------------------- | ---------------------------------------------------------- | --- | ------------------------- | ---------- |
| weitere Bilder                     | Evangelische Kirche                | Dainrode, Bogenstraße 1 LageFlur: 4, Flurstück: 41         | Bis zum Ende des 18. Jahrhunderts gehörte die Kirchengemeinde zur Kirche in Geismar, deren Pfarrer alle zwei Wochen in Dainrode einen Gottesdienst abhielt. Die Pläne zum Bau der heutigen Kirche entstanden nach dem Ende der napoleonischen Zeit im zweiten Jahrzehnt des 19. Jahrhunderts. 1827 erwog das Konsistorium in Marburg hier eine Fachwerkkirche nach Plänen des Zimmermeisters Bickhard errichten zu lassen. Diese Pläne wurden jedoch von der Oberbaudirektion in Kassel verworfen, da diese massiven Gebäuden den Vorzug gab. Daher erstellte der Baukonduktor Koppen in Kassel neue Pläne zum Bau einer massiven, aus Werkstein in klassizistischen Formen errichteten Kirche. Zwar versuchte das Konsistorium in Marburg noch 1829 eine preiswerter Lösung nach Plänen des Landbaumeisters Nikolaus Arend durchzusetzen, der gerade eine neue Kirche in Geismar errichtete, diese wurden aber in Kassel verworfen. So erbaute man schlussendlich doch eine massive Kirche nach den Plänen Koppens, die 1835 fertiggestellt werden konnte. Es entstand ein einfacher, in Nord-Süd Ausrichtung erstellter dreiachsiger Saalbau aus Werkstein mit eingezogenem quadratischen Turm mit leicht überkragendem Obergeschoss und spitzem, geschwungenem Zeltdach, der den Eingang beherbergt. Den im Norden leicht aus der Wandflucht vorspringenden Turm entspricht im Süden ein übergiebelter Vorbau, der wohl ehemals als kleiner Altarraum genutzt wurde, dessen Fenster in jüngerer Zeit vermauert wurden. Einzige Bauzier des schlichten, klassizistischen Gebäudes ist ein flaches umlaufendes Gesimsband in Kämpferhöhe der Rundbogenfenster. Den oberen Abschluss bildet ein 1987 erneuertes, flaches Walmdach. Das Innere der schlichten Saalkirche wird an drei Seiten von der umlaufenden, auf gefasten Ständern ruhenden Empore gegliedert, die im Norden den leicht vorkragenden schlichten Orgelprospekt aufnimmt. Im Obergeschoss der mit einer einfachen kassettierten Brüstung versehenen Empore werden die gefasten Ständer bis zu der auf zwei parallel verlaufenden Unterzügen ruhenden Decke fortgesetzt. Im Süden des Kirchenraums, vor dem ehemaligen Altarraum befindet sich heute die einfache Altarmensa, das Obergeschoss des kleinen Annexbaus nimmt heute die Kanzel ein. | 1835                      | 79500 DDB  |
| Scheune                            | Scheune                            | Dainrode, Bonlandsweg 1 LageFlur: 4, Flurstück: 27/1       | In der zweiten Hälfte des 18. Jahrhunderts traufständig zum Bonlandsweg errichtete zweigeschossige Fachwerkscheune mit mittiger Toreinfahrt. Das im Erdgeschoss doppelt, im bündig verzimmerten Obergeschoss einfach verriegelte Fachwerk erhebt sich über einem sehr flachen Werksteinsockel und wird an den Eck- und Bundständern durch Dreiviertelstreben ausgesteift. Die weitgehend noch als Lehmstakung erhaltenen Gefachfüllungen zeigen im Obergeschoss noch bauzeitliche Putzreste mit Grisaillen in Form hell gerahmter Kartuschen, die unterschiedliche florale Motive sowie Sterne und Personen darstellen. | 2. Hälfte 18. Jahrhundert | 79501 DDB  |
| Bild gesucht BW                    | Wohnhaus                           | Dainrode, Geismarer Straße 9 LageFlur: 4, Flurstück: 16/3  | Im rückwärtigen Bereich einer großen Hofstelle zum Hof traufständig errichtetes, zweigeschossiges Fachwerkwohnhaus. Das 1819 erbaute und gegen Ende des 19. Jahrhunderts nach Osten erweiterte Haus erhebt sich über einem Werksteinsockel mit Eckquaderung und einer Abdeckung in Sandstein. Es zeigt ein regelmäßiges, einfach verriegeltes Fachwerk mit Dreiviertelstreben im Erdgeschoss und Mannfiguren mit Fußbändern im Obergeschoss. Die breite Gebälkzone des vierachsigen Gebäudes umfasst gerundete und genutete Balkenköpfe, auf denen eine profilierte Schwelle mit durchgehendem Zahnfries überkämmt ist. Die Eckständer des Hauses sind zudem mit Rundstabprofilen mit Palmkapitellen beschnitzt, die im Obergeschoss über einer Säulenbasis aufsteigen. | 1819                      | 79502 DDB  |
| Bild gesucht BW                    | Schulhaus und Schulscheune         | Dainrode, Geismarer Straße 14 LageFlur: 3, Flurstück: 17   | Im Jahre 1836 wurde in Dainrode zum ersten Mal ein Schulhaus errichtet, das sich an der heutigen Geismarer Straße 1 befand. Aus Platzgründen ließ die Gemeinde jedoch 1903 am westlichen Ortsrand ein neues massives Schulhaus nach Plänen des Kreisbauinspektors Hippenstiel errichten. Das in seinen Grundformen der Schule von Louisendorf entsprechende Gebäude erhebt sich über einem flachen Werksteinsockel und zeigt ein der Schule in Altenlotheim vergleichbares Erdgeschoss aus Grauwacke mit einer Eckquaderung und Fensterlaibungen aus Sandstein. Das in Ziegeln errichtete Obergeschoss ist heute einfach verputzt und von einem steilen Satteldach mit Halbwalmen bedeckt. An der Straßenseite ist ein Inschriftenstein mit der Inschrift „Erbaut 1902“ eingelassen. Gleichzeitig mit der Schule wurde auch die kleine, aus Grauwacke mit Sandsteineckquaderung errichtete Scheune erstellt. Seit 1977 ist das Gebäude in privater Nutzung. | 1903                      | 79503 DDB  |
| Gesamtanlage historischer Ortskern | Gesamtanlage historischer Ortskern | Dainrode, Gesamtanlage historischer Ortskern Lage          | Bogenstraße 1, 2, 4; Bonlandsweg 1, 2, 3; Dornheckenstraße 1, 2, 4; Geismarer Straße 1-9, 4, 8; Löhlbacher Straße 2, 4, 5.Dainrode entwickelte sich nach der Wiederbesiedelung im 15. Jahrhundert als Straßendorf entlang der heutigen Geismarer bzw. Löhlbacher Straße. Den Ausgangspunkt bildete ein noch immer die Dorfmitte durchfließender Mühlgraben, der eine heute nicht mehr vorhandene Mühle mit Wasser versorgte. Unregelmäßige, zumeist kleinere Hofstellen entstanden zwischen der Mühlstraße im Westen und dem Lengelbach im Osten des Dorfes. In der Katastervorbeschreibung 1785 wird Dainrode wie folgt beschrieben: „Es liegt selbige in einem tiefen Thale in einer ziemlich angenehmen und Sömmerrischen Gegend (...) Ein kleiner Bach, welcher von der Dorfschaft Hauern, ab wo derselbe seinen Ursprung hat, herunter kommt, flieset auch durch hiesiges Dorf. Durch hiesiges Dorf gehet keine Land Straße, sondern es pahsieren nur die von Frankenberg nach Wildungen zu Fuß reisende hier durch (...) Bestehet diese dorfschaft gegenwärtig aus 32 Contribuablen Häußer (...) Die Häußer hierselbsten sind quoad Superinstructa theil gut und mittelmäßiger Gattung, auch die Hofreyden fast durchgängig zum Aus- und einfahren bequem (...)“. Im Jahre 1855 werden Zustand und Bauweise der Häuser noch einmal konkreter beschrieben: „Der Bau der Häuser ist zweistöckig von Holz, die Gefache sind mit Fitzgerten versehen; unter dem unteren Stocke sind Mauern von Sandsteinen. Die Mauern enthalten Keller und Stallungen, Scheuer und Stallgebäude separat (...) die Häuser sind mit Ziegeln gedeckt“. Noch heute prägen die Fachwerkhofreiten den Charakter des Dorfes. Teilweise als Hakenhöfe, zumeist jedoch als unregelmäßig bebaute Hofanlagen mit zur Straße offenen Höfen schaffen sie einen reizvollen Kontrast zwischen direkter Straßenrandbebauung und offenen Flächen. |                           | 760464 DDB |
| Bild gesucht BW                    | Wohnhaus                           | Dainrode, Löhlbacher Straße 4 LageFlur: 4, Flurstück: 45   | Im Jahre 1753 im hinteren Bereich einer großen Hofstelle, zum Hof traufständig errichtetes Fachwerkwohnhaus. Das unregelmäßig gegliederte Haus erhebt sich über einem links der Haustür geschosshohen, rechts der Haustür flachen Bruchsteinsockel. Der linke Teil des Sockelgeschosses diente ursprünglich der Kleinviehhaltung, der rechte Teil beherbergt den bis zur ersten Riegelreihe reichenden Keller des Hauses. Das im rechten Bereich sehr hohe Erdgeschoss ist dreifach verriegelt und wird durch sehr hohe Mannfiguren an Eck- und Bundständer ausgesteift. Links der klassizistischen Haustür ist das teilweise im ausgehenden 19. Jahrhundert ersetzte Fachwerk mit geschosshohen Streben versehen. Über einer breiten Gebälkzone mit gerundeten und genuteten Balkenköpfen sowie gerundeten Füllhölzern erhebt sich mit leichtem Überstand das regelmäßig gegliederte Obergeschoss mit seiner doppelten Verriegelung, den weit gespreizten Mannfiguren mit Fußstreben an Eck- und Bundständern sowie den noch ablesbaren kleinen, bauzeitlichen Fensteröffnungen. Die Eckständer des Hauses sind zudem mit Taubändern beschnitzt. Am Türsturz findet sich der Rest einer Inschrift: „Soli Deo Gloria Johann Daniel Fackiner und Anna Elisa...“, an der Obergeschossschwelle eine weitere Inschrift mit folgendem Wortlaut: „Got bewahre dieses Haus auch alles wahs geht ein und aus 1753 16 Mai Meisder Johan Henrich Feisel ZM“. | 1753                      | 79504 DDB  |
| Wohnhaus                           | Wohnhaus                           | Dainrode, Löhlbacher Straße 5 LageFlur: 5, Flurstück: 23/1 | Das älteste Gebäude des Dorfes wurde im Jahre 1734 direkt östlich des Lengelbaches, giebelständig zur Straße errichtet. Das zweigeschossige, stockwerkweise verzimmerte Fachwerkwohnhaus verfügt über ein außen sehr hohes Erdgeschoss, das bis zur unteren Riegelkette im Inneren den Keller beherbergt. Es zeigt ein regelmäßiges, dichtes Fachwerkgefüge mit Mannfiguren an den Eckständern, im Obergeschoss auch an den Bundständern. Alle Streben sind außerdem mit Fußbändern zusätzlich ausgesteift. Die Eckständer sind genutet, um eine Steinoptik vorzutäuschen, die breite Gebälkzone ist mit genuteten und gerundeten Balkenköpfen, gerundeten Füllhölzern und einer leicht überstehenden, profilierten Schwelle versehen. Am Ständer neben dem Eingang ist die Jahreszahl „Anno 1734“ eingeschnitzt. | 1734                      | 79505 DDB  |

### Ellershausen
| Bild            | Bezeichnung                        | Lage                                                                              | Beschreibung | Bauzeit                             | Objekt-Nr. |
| --------------- | ---------------------------------- | --------------------------------------------------------------------------------- | --- | ----------------------------------- | ---------- |
| Bärenmühle      | Bärenmühle                         | Ellershausen, Bärenmühle 1 LageFlur: 1, 11, Flurstück: 26/3, 27/2                 | Die Bärenmühle, die ihren Namen möglicherweise dem hier in den Lengelbach mündenden Bärenbach verdankt, gehört seit dem späteren Mittelalter zu den Besitzungen der in Ellershausen begüterten Familie Huhn. Nach dem Aussterben der Huhn ging die Mühle 1587 in weiblicher Erbfolge an die Familie von Dersch, nach deren Aussterben sie wiederum in weiblicher Linie an die Familie von Drach überging. Nach dem Verarmen der adeligen Familie von Drach ging die Bärenmühle seit dem frühen 19. Jahrhundert in den Besitz der jeweils hier wohnenden Müllerfamilien über. 1850 brannte die Mühle weitgehend ab und wurde in den folgenden Jahren neu errichtet. 1959 erwarb der Landrat Kohl die Mühle und baute sie zum Wohnhaus aus. Das aus der Mitte des 19. Jahrhunderts stammende Wohnhaus wurde 1987 erneut ein Raub der Flammen und Obergeschoss und Dach mussten vollständig ersetzt werden. Das Mühlenanwesen besteht heute aus dem um 1850 errichteten und 1987 weitgehend erneuerten Wohnhaus, einer rechtwinklig daran anschließenden Bruchsteinscheune aus der Zeit um 1800 sowie einem dem Wohnhaus gegenüber liegenden Stall aus dem Jahre 1852, der ebenfalls in Bruchstein errichtet wurde. | 16. Jahrhundert / Neuaufbau um 1850 | 760477 DDB |
| Bild gesucht BW | Wohnhaus                           | Ellershausen, Felsenstraße 1 LageFlur: 6, Flurstück: 69/1                         | Kleineres, gegen Ende des 18. Jahrhunderts auf einem hohen Werksteinsockel errichtetes Fachwerkhaus. Der zweigeschossige, zur Straße giebelständige Bau zeigt ein regelmäßiges, einfach verriegeltes Fachwerk mit weit ausgreifenden Dreiviertelstreben, die an einer Hausecke im Erdgeschoss mit Kopfbändern versehen sind. Die breite Gebälkzone zwischen dem Erdgeschoss und dem stark überkragenden Obergeschoss ist mit gerundeten und genuteten Balkenköpfen, gerundeten Füllhölzern und einer profilierten, teilweise gekehlten Schwelle besonders betont. | Ende 18. Jahrhundert                | 79507 DDB  |
| Bild gesucht BW | Gesamtanlage historischer Ortskern | Ellershausen, Gesamtanlage historischer Ortskern Lage                             | Allendorfer Straße 2-10;Felsenstraße 1-7, 2-8;In der Gasse 1, 6;Lengeltalstraße 16, 17, 18, 19, 21, 23, 27;Mittelstraße 1, 3, 2-10;Mühlenstraße 2, 4;Ringstraße 1, 3;Saalenstraße 1;Torweg 1, 2; Zum adeligen Hof 1, 2 Der historische Ortskern Ellershausens entwickelte sich, wie die kleinräumige Blockstruktur, die unregelmäßigen Parzellenzuschnitte und die stark geschwungenen Straßenverläufe zeigen, nordöstlich der Kirche zwischen Felsenstraße und Lengelstraße um Mittelstraße und Ringstraße herum. In einigem Abstand zu dieser Siedlung befand sich bis ins ausgehende 18. Jahrhundert der befestigte Adelssitz der nacheinander von den Familien Huhn, Dersch und Drach bewohnt wurde. Im Norden und Osten der ehemals von einem Wassergraben umschlossenen Mulde sind Stützmauern mit anschließendem flachen, breiten Wall erhalten. Auf der heutigen Hoffläche verschüttet soll sich laut Überlieferung ein tonnengewölbter Keller der Burg befinden. Erst seit der Zeit des Niedergangs der Familie Drach, die ihre Besitzungen in der zweiten Hälfte des 18. Jahrhunderts weitgehend verkaufen musste, rückte die Bebauung immer näher an den Burghof heran und der Bereich zwischen Allendorfer Straße und Lengelstraße wurde aufgesiedelt. Bis heute ist die Struktur des Ortes durch die engen geschwungenen Straßenführungen sowie die unregelmäßige Anordnung der Wohnhäuser und landwirtschaftlichen Anwesen geprägt. Die heutige Bebauung entstand weitgehend erst im Laufe des späteren 19. und frühen 20. Jahrhunderts. |                                     | 760471 DDB |
| weitere Bilder  | Huhnsmühle                         | Ellershausen, Huhnsmühle LageFlur: 11, Flurstück: 14                              | Trotz ihres Namens gehörte die Huhnsmühle schon früh nicht mehr zum Besitz der in Ellershausen begüterten Familie Huhn. Schon im Wolkersdorfer Salbuch aus dem Jahre 1574 erscheint die Huhnsmühle als Eigentum der Landgrafen von Hessen. Wie die lückenlose Folge landgräflicher Lehnsbriefe für die Müller der Huhnsmühle von 1601 bis 1800 belegt, blieb die Mühle bis zur Wende zum 19. Jahrhundert im Besitz der Landgrafen. Nach 1800 wurde sie dann an den Müller verkauft. Im Jahre 1847 erwarb der Müller Guillaume Bontoux aus Louisendorf die Mühle und siedelte hierher über. Wie die Inschrift am Wohnhaus belegt, ließ er im Jahre 1850 für sich und seine Familie ein neues Wohnhaus errichten: „Guillaume Bontoux et la femme Elisabeth ne Lange ont batir cette maison XXV octobr MDCCCL – Der Zimmermeister war Heinrich Schwabeland aus Frankenau“. Gegenüber einer Fachwerkscheune mit Bruchsteinerdgeschoss erhebt sich das zweigeschossige Wohnhaus mit in jüngerer Zeit erneuertem Erdgeschoss. Das Obergeschoss wahrt jedoch noch das Fachwerk der Bauzeit mit seinem regelmäßigen, doppelt verriegelten und an den Eck- und Bundständern durch steile geschosshohe Streben ausgesteiften Gefüge. | 16. Jahrhundert                     | 760478 DDB |
| Bild gesucht BW | Kuchenmühle                        | Ellershausen, Kuchenmühle 1, Kuchenmühle LageFlur: 4, Flurstück: 52/3, 54/1, 54/2 | Die bis in das 19. Jahrhundert als Mittelmühle bezeichnete Mühle gehörte seit dem späteren Mittelalter zum Besitz der in Ellershausen begüterten Familie Huhn. Nach dem Aussterben der Huhn gelangte sie 1587 in den Besitz der Familie von Dersch, nach deren Aussterben sie Mitte des 17. Jahrhunderts an die Familie von Drach überging. Wohl seit den Verwüstungen des Dreißigjährigen Krieges war die Mühle wüst gefallen und ihre baulichen Reste sowie die Mahlgerechtigkeit ging an die Besitzer der Obersten Mühle über. Diese betrieben hier seit spätestens 1722 eine Sägemühle. Nachdem man zwischen 1854 und 1864 alle Mühlengebäude durch Neubauten ersetzte, zog mit dem Müller Simon Kuche, von dem die Mühle bis heute ihren Namen hat, wieder ein Müller ein. Die Mühle ist inzwischen privat bewohnt. Das Mühlenanwesen besteht aus einem zum Hof traufständigen, eingeschossigen Fachwerkwohnhaus mit hohem, verschiefertem Zwerchhaus und steilem Satteldach mit Krüppelwalmen, einem auf L-förmigem Grundriss erbauten, vollständig verkleideten Mühlengebäude und Scheune mit seitlicher Durchfahrt, die den Hofraum in zwei Bereiche trennt sowie einem dahinter liegenden Fachwerkstall. | 16. Jahrhundert                     | 79510 DDB  |
| Bild gesucht BW | Lengelmühle                        | Ellershausen, Lengelmühle 1 LageFlur: 4, Flurstück: 5/1                           | Erstmals erwähnt wird die Lengelmühle im Jahre 1201 im Eigentum des Grafen von Ziegenhain. Im Jahre 1269 trat dann Arnold von Huhn als Eigentümer auf, der zu diesem Zeitpunkt seine Besitzungen direkt bei der Mühle an das Kloster Haina verkaufte, das dort den Lengelhof errichten ließ. Wie die meisten Besitzungen der Grafen von Ziegenhain war auch die Lengelmühle nach 1201 an das Kloster Haina übergegangen, das später als Oberlehnsherr auftrat. Erst nach der Säkularisation erwarb die Familie Huhn die Mühle aus den Besitzungen des aufgelösten Klosters. Schon ein halbes Jahrhundert später ging auch die Lengelmühle an die Familie von Dersch über und kam 1728 in den Besitz der Familie von Drach. Da die adelige Familie von Drach im Laufe des 18. Jahrhunderts mehr und mehr verarmte, blieb Ehrhard von Drach 1791 nur noch die Lengelmühle als Resteigentum erhalten, auf der er seither als Müller und Landwirt lebte. Die Nachfahren der Familie von Drach – in weiblicher Erbfolge – leben bis heute auf der Lengelmühle, die seit den 1960er-Jahren nicht mehr betrieben wird. Die ältesten der heutigen Gebäude entstanden zu der Zeit als Ehrhard von Drach seinen Wohnsitz auf der Mühle nahm. So findet sich auf einem Nebengebäude noch der Rest einer Inschrift folgenden Wortlauts: „Hauptmann Alhard von Drach und dessen Sohn Friedrich haben Gott vertraut und diesen Bau erbaut ... Zimmermeister Johann Jost Landau von Schreufa“.Das großvolumige, zum Hof traufständige Wohnhaus erhebt sich über einem hohen, verputzten Sockel und ist für diese Region untypisch als Ständerbau errichtet worden. Bei dem mit Dreiviertelstreben, die über beide Geschosse reichen, ausgesteiften Gefüge erfolgt die Geschossteilung optisch kaum sichtbar über Langriegel oberhalb der Fenster.     | 12. Jahrhundert                     | 760476 DDB |
| Bild gesucht BW | Oberste Mühle                      | Ellershausen, Oberste Mühle 1, Oberste Mühle LageFlur: 4, Flurstück: 41/6, 41/7   | Die Oberste Mühle, die dem Dorf Ellershausen am nächsten gelegene Mühle einer Gruppe von fünf Mühlen im weiteren Verlauf des Lengeltales, ist seit dem späteren Mittelalter bezeugt. Sie gehörte seit dem 13. Jahrhundert zu den Besitzungen der in Ellershausen ansässigen adeligen Familie Huhn. Nach dem Aussterben der männlichen Linie der Familie Huhn ging die Mühle über die weibliche Erbfolge 1587 an die Familie von Dersch und nach deren Aussterben in der Mitte des 17. Jahrhunderts an die Familie von Drach. Seit dieser Zeit war die Oberste Mühle mit der in geringer Entfernung liegenden Kuchenmühle vereint. Die beiden Mühlen wurden erst 1868 wieder an getrennte Müller veräußert. Die Oberste Mühle wurde noch einhundert Jahre weiterbetrieben und 1965 aufgegeben. Das Anwesen besteht aus einer auf L-förmigem Grundriss errichteten Scheune mit einem Bruchsteinerdgeschoss und einem Fachwerkobergeschoss. Im ausgehenden 19. Jahrhundert errichtet zeigt der Bau das zeittypische Fachwerk mit leichter Überkragung, regelmäßigem Fachwerkgefüge und steilen geschosshohen Streben. Der Scheune gegenüber erhebt sich das zweigeschossige, stockwerkweise abgezimmerte Wohnhaus. Zum Hof traufständig zeigt es ein regelmäßiges, einfach verriegeltes Fachwerkgefüge der Zeit um 1800, das mit Mannfiguren an den Eckständern ausgesteift ist. Die breiten Gebälkzonen zwischen den leicht überkragenden Geschossen werden durch gerundete und genutete Balkenköpfe, gerundete Füllhölzer sowie eine gefaste und profilierte Schwelle besonders betont. | 13. Jahrhundert                     | 79509 DDB  |
| Bild gesucht BW | Evangelische Kirche                | Ellershausen, Saalenstraße 1 LageFlur: 6, Flurstück: 120/1                        | 1896 am südwestlichen Ortsrand aus grob behauener Grauwacke errichtete kleine Saalkirche. Der in neogotischen Formen erbaute Saalbau wird an den Länggseiten durch jeweils drei spitzbogige Fenster mit schrägen Sandsteinsohlbänken und Sandsteinlaibungen im Bogenfeld belichtet und durch ein zwischen zwei Stufengiebeln eingespanntes Satteldach bedeckt. Die nordöstliche Schmalseite nimmt ein eingezogener, quadratischer Turm mit spitzbogigen Biforien als Schallöffnungen im Glockengeschoss und einem spitzen, von kleineren Helmspitzen flankierten sehr steilen Turmhelm ein, der an der Nordostseite den Haupteingang mit spitzbogiger Laibung und einem mit einem Kreuz und Jahreszahl 1896 versehenen Tympanon beherbergt. Seitlich des Turmes im Anschluss an das Kirchenschiff wurde der mit einer abgeschrägten Ecke versehene Aufgang zur Orgelempore angebracht. Der südwestlichen Schmalseite ist ein kleiner quadratischer Altarraum mit seitlich angebauter Sakristei, gestuften Wandvorlagen und einem dreibahnigen Chorfenster vorgelagert. Hauptziermotiv der einfachen Kirche ist der farbliche Kontrast zwischen der Grauwacke des Mauerwerks und den roten Sandsteinen der Fensterlaibungen, Wandvorlagen, Giebelabdeckungen und Gesimse. Der Innenraum der schlichten Dorfkirche wird durch das hohe hölzerne Tonnengewölbe dominiert, das durch vier auf profilierten Sandsteinkonsolen ruhende Sprengwerke mit gefasten Zerrbalken gehalten wird. Den nordöstlichen Teil des Kirchraumes nimmt die breite, auf gefasten Ständern ruhende Orgelempore mit ihrer neogotisch anmutenden Brüstung ein. Im Südwesten öffnet sich hinter der neogotischen Kanzel ein spitzer Triumphbogen mit dem anschließenden, mit einem Kreuzrippengewölbe versehenen Altarraum mit einfacher blockartiger Altarmensa. | 1896                                | 79508 DDB  |

### Frankenau
| Bild                                      | Bezeichnung                        | Lage                                                           | Beschreibung | Bauzeit                | Objekt-Nr. |
| ----------------------------------------- | ---------------------------------- | -------------------------------------------------------------- | --- | ---------------------- | ---------- |
| Bild gesucht BW                           | Dehnerts Grab                      | Frankenau, Friedrichskoppe LageFlur: 10, Flurstück: 3/2        | Bei der einzigen größeren Schlacht des Siebenjährigen Krieges im Umfeld Frankenaus wurde am 29. Juli 1760 der aus Röddenau stammende Unteroffizier Johann Julius Dehnert erschossen und wohl an Ort und Stelle begraben. Wohl kurze Zeit später wurde auf seinem Grab ein Gedenkstein aufgestellt, der noch heute in situ vorhanden ist. Der hochrechteckige, stark verwitterte Sandstein zeigt ein großes, von Ranken und Blättern umrahmtes und von einem Cherub bekröntes Schriftfeld mit folgender Inschrift: „Allhier ruhet der verblichene Cörper des seeligen Herrn Johann Julius Dehnert dem Sohn des wohlseeligen Herrn Oberförster Herr Johann Just Dehnert zu Reddenau Obiger ist als Unteroffizier beim löblichen Hese Jäger Chor allhier den 29ten Julii 1760 in seiner Dienstverrichtung durch Französische Truppen erschossen und hier hin begraben worden“. |                        | 760491 DDB |
| Bild gesucht BW                           | Haus Katzenstein                   | Frankenau, Friedrichstraße 13 LageFlur: 32, Flurstück: 82/1    | In städtebaulich hervorgehobener Position, an einer leichten Kurve im ansonsten geraden Verlauf der Friedrichstraße errichtetes, zweigeschossiges Wohn- und Geschäftshaus. Bauherr des 1906 errichteten Hauses war der 1866 in Frankenau geborene und 1941 verschleppte jüdische Lederwarenhändler Isaak Manus Katzenstein. Während des Zweiten Weltkriegs erwarb ein Frankenauer das Haus. Im Erdgeschoss gab es einen Lebensmittelladen. Nach 15 Jahren Leerstand kaufte der Battenberger Bauunternehmer Günter Radel Mitte 2006 das Gebäude und sanierte es. Das über einem flachen Werksteinsockel in Ziegelmauerwerk erbaute, zur Friedrichstraße giebelständige, verputzte Gebäude zeigt zur Straßenseite einen breiten, bauzeitlichen Ladeneinbau sowie an der durch eine Abschrägung der Gebäudeecke besonders betonten Abzweigung des Verbindungsweges zur Sternbergstraße segmentbogige Fenster mit profilierten Laibungen im Erdgeschoss und einen überdachten Balkon mit bauzeitlichem, schmiedeeisernem Gitter im Obergeschoss. Darüber hinaus wird die Ecksituation noch durch eine hohe, mehrfach geschwungene Welsche Haube unterstrichen, die der Ecke einen turmartigen Charakter verleiht. Zum Verbindungsweg wurde das inzwischen verschieferte Obergeschoss leicht vorgezogen und mit einem mehrfach geschwungenen Wellengiebel mit Ochsenauge betont. In deutlichem Kontrast zum schlicht verputzten Baukörper des Hauses steht auch der mit einem Wellenprofil versehene Ortgang des Giebels zur Friedrichstraße, dessen oberes Giebelfeld mit einem von Flechtband umgebenen Nertamid versehen und von einer schmiedeeisernen Thorakrone bekrönt ist. | 1906                   | 79515 DDB  |
| Bild gesucht BW                           | Wohnhaus                           | Frankenau, Friedrichstraße 17 LageFlur: 32, Flurstück: 74/1    | Nach dem großen Brand 1865 errichtetes, zur Friedrichstraße giebelständiges Fachwerkeinhaus. Das leicht aus dem Straßenraum zurückversetzte Wohn- und Wirtschaftsgebäude erhebt sich im vorderen Wohnbereich über einem hohen verputzten Sockel, ist im Erdgeschoss massiv erneuert und wird außermittig an der Giebelseite über eine lange, einläufige Freitreppe erschlossen. Das bündig stockwerkweise verzimmerte Fachwerk zeigt im Obergeschoss noch eine regelmäßige Gliederung mit breiten Gebälkzonen und einer Aussteifung durch steile geschosshohe Streben. Zusammen mit dem fast baugleichen Nachbarhaus (Friedrichstraße 19) bildet es ein historisch und städtebaulich wichtiges Ensemble, das Lebens- und Bauweise aus der Zeit des Wiederaufbaus nach dem Brand dokumentiert. | um 1865                | 79516 DDB  |
| Bild gesucht BW                           | Wohnhaus                           | Frankenau, Friedrichstraße 18 LageFlur: 31, Flurstück: 93      | Zur Friedrichstraße giebelständiges, eingeschossiges Fachwerkhaus aus dem ausgehenden 19. Jahrhundert. Das schmale Wohnhaus mit kleinem rückwärtigen Stall wurde auf einem älteren, flachen Sockel unter Verwendung älterer Bauteile errichtet. Es zeigt außer in der Mitte der Traufseite ein regelmäßiges, doppelt verriegeltes, stockwerkweise verzimmertes Fachwerkgefüge mit steilen geschosshohen Streben. Die Mitte der Traufseite bestimmen längere, gebogene Riegel und Dreiviertelstreben sowie der über eine Freitreppe erschlossene Eingang. Den oberen Abschluss bildet ein Drempelgeschoss mit Dreiviertelstreben im Giebel sowie ein einfaches, heute gaubenbesetztes Satteldach. | Ende 19. Jahrhundert   | 79517 DDB  |
| Bild gesucht BW                           | Wohnhaus                           | Frankenau, Friedrichstraße 19 LageFlur: 32, Flurstück: 73/1    | Nach dem Brand von 1865 zur Friedrichstraße giebelständig über einem hohen Werksteinsockel errichtetes Fachwerkeinhaus mit, später überbauter, Erschließung über eine zweiläufige Freitreppe an der Traufseite. Der zweigeschossige, stockwerkweise mit leichtem Obergeschossüberstand verzimmerte Bau wurde im Erdgeschoss massiv erneuert, wahrt aber noch immer die Toreinfahrt im hinteren Bereich der Traufseite, hinter der das Fachwerk auch im Erdgeschoss noch erhalten ist. Das über einer breiten Gebälkzone mit profilierter Schwelle errichtete Obergeschoss zeigt noch das bauzeitliche, einfach verriegelte Fachwerkgefüge, das an den Eckständern mit steilen geschosshohen Streben und an den Bundständern mit Dreiviertelstreben ausgesteift ist. | um 1865                | 79518 DDB  |
| Bild gesucht BW                           | Scheune                            | Frankenau, Friedrichstraße 21 LageFlur: 32, Flurstück: 70      | Zum Sternbergweg traufständig in Ständerbauweise errichtete Fachwerkscheune aus der Mitte des 19. Jahrhunderts auf einem flachen Bruchsteinsockel. Die vordere Giebelseite der Scheune mit der Toreinfahrt wurde in jüngerer Zeit massiv ersetzt, das Fachwerk der hinteren Bereiche zeigt jedoch noch ein regelmäßiges, dreifach verriegeltes Gefüge mit Dreiviertelstreben. Die Giebel des mit einem steilen Satteldach versehenen Gebäudes erheben sich über einer breiten Gebälkzone mit von der Giebelschwelle überkämmten Stichbalkenköpfen. | Mitte 19. Jahrhundert  | 79519 DDB  |
| Waldecker Straße und Frankenberger Straße | Gesamtanlage historischer Ortskern | Frankenau, Gesamtanlage historischer Ortskern Lage             | Frankenau war zuerst keine planmäßig angelegte Stadt, sondern entstand als Häuserkranz um den Hügel mit der Kirche herum. Wohl im Laufe des 13. Jahrhunderts wuchs um den inneren Ring ein zweiter Häuserring, der dem Gebilde das Aussehen einer geschlossenen, befestigten Stadt gab. Die Stadt hatte keine Mauern, sondern lediglich Wälle und noch bis weit in die Neuzeit hinein nach außen befestigte Häuser. Noch 1844 ordnete der Bürgermeister an: „Wie dies schon bisher dahier seit unvordenklicher Zeit besteht, so soll auch ferner kein Ausgang aus der Stadt als den 3 Stadtthoren ... geduldet werden. Jeder Bewohner im Ring der Stadt hat deshalb die Winkel, Baustätten und Gärten dergestalt mit Thüren und Zäunen zu bewahren, dass niemand aus und ein paßiren kann“. In der Katastervorbeschreibung Frankenaus aus dem Jahre 1787 wird festgestellt: „selbige (Stadt) ist mit keiner Stadtmauer umgeben und hat nur 3 Thore und eine Wasserpforte, die Häuser sind dann meistens auch mit Stroh bedeckt und in sehr baufälligem Zustand... Weder eine Landstraße, noch reitend als gehend Post gehet durch die Stadt ... In der Stadt befindet sich nur eine mit einem Thurm versehene baufällige Kirche von Steinen gebauet“. Insgesamt befanden sich zu der Zeit nur 159 Häuser in der Stadt, die 684 Bewohnern Obdach boten. Viele der baufälligen öffentlichen Gebäude verschwanden im frühen 19. Jahrhundert. So wurde 1818 das Obertor abgerissen, 1833 das Niedertor, dem wenige Jahre später das Neutor folgte. 1839 wurden das Kochhaus neben dem Rathaus und die städtische Mühle vor dem Niedertor abgerissen, 1853 das städtische Brauhaus. Lediglich das Rathaus wurde 1840 aufwendig renoviert. Um 1840 bot sich die Stadt als Ensemble von 193 Häusern dar, von denen nur wenige völlig ausgebaut, über 100 noch mit Stroh gedeckt und an die 50 vom Einsturz bedroht waren. Dies war der Grund warum bei einem Brand im Jahre 1852 innerhalb kürzester Zeit 25 Wohnhäuser abbrannten. Nur wenige Jahre später 1865 ist dann die Altstadt fast vollständig abgebrannt. Da man nunmehr die Gelegenheit hatte, beschloss man die Straßen neu zu trassieren, zu verbreitern und zu Chausseen auszubauen. Auch die Parzellen wurden vergrößert und regelmäßiger zugeschnitten. Lediglich die Verläufe der Straßen um die Kirche herum blieben weitgehend unverändert. Der Baublock wurde nur durch die heutige Kirchstraße geteilt und neu parzelliert. In der Verlängerung der verbreiterten Waldecker Straße entstand die Frankenberger Straße völlig neu. Der historische südliche Zugang zur Stadt folgte dem heutigen Steinweg. Gartenstraße, Wilhelmstraße, Neue Straße, Lindenstraße, Helgelandstraße und Friedrichstraße entstanden völlig neu. Die alte Parzellengliederung blieb lediglich in dem Bereich zwischen Friedrichstraße und Am Neuen Tor, nördlich der Kirche, erhalten. Der Stadtgrundriss, der bis 1865 von schmalen Straßen mit vielen Kurven, Verengungen und Aufweitungen sowie einer unregelmäßigen Parzellengliederung geprägt war, zeigt sich heute als Raster mit breiten, geraden Straßen und regelmäßigen Fluchtlinien. Nur 43 Häuser haben den Brand überstanden. In dem Jahrzehnt nach 1865 wurden fast einhundert Gebäude neu errichtet, so dass die Stadt ihr Gesicht völlig verändert hat. Eine ähnliche Bauwelle gab es nur noch einmal zwischen 1896 und dem Beginn des Ersten Weltkrieges, als 35 Wohnhäuser neu errichtet wurden. |                        | 760479 DDB |
| Bild gesucht BW                           | Wohnhaus                           | Frankenau, Helgelandstraße 1 LageFlur: 31, Flurstück: 34       | Kleines, zur Helgelandstraße traufständiges Fachwerkwohnhaus auf hohem Bruchsteinsockel. Das zweigeschossige, stockwerkweise mit leichtem Obergeschossüberstand verzimmerte Fachwerkhaus wurde nach dem Brand 1865 aufgerichtet. Es zeigt ein regelmäßiges, dichtes Gefüge mit doppelter Verriegelung im Erd- und einfacher Verriegelung im Obergeschoss sowie sehr steilen geschosshohen Streben an den Eckständern. Der leicht außermittige Eingangsbereich wird im Erd- und Obergeschoss durch zusätzliche Dreiviertelstreben an den flankierenden Ständern betont. Die Geschosse des vierachsigen Gebäudes werden durch eine breite Gebälkzone mit gerundeten und genuteten Balkenköpfen sowie einer überkämmten, profilierten Schwelle deutlich voneinander abgesetzt. Die Eckständer sind im Obergeschoss zudem mit einer Profilierung versehen, die in Ranken endet, dazwischen Sechsstern und runde Blüte. Am Erdgeschossrähm findet sich folgende Inschrift: „Johannes Schmit und Catarina Elisabetta dessen Ehefrau die haben Gott vertraut und diesen Bau erbaut“. | um 1865                | 79520 DDB  |
| Bild gesucht BW                           | Dreiherrenstein                    | Frankenau, Hinter dem Eichelsgraben LageFlur: 10, Flurstück: 2 | Im Jahre 1588 konnte Landgraf Ludwig von Hessen-Marburg die bis dato verpfändete Herrschaft Itter vollständig in seinen Besitz bringen und das Amt „Herrschaft Itter“ gründen. Im Zuge dieser territorialen Neugliederung fand in den folgenden Jahren ein Grenzvergleich zwischen der Landgrafschaft Hessen-Marburg und der Grafschaft Waldeck statt, dessen Abschluss die Aufstellung der Grenzsteine zwischen den beiden Ländern bildete. So wurde hier im Jahre 1590 der mit der Nr. 81 bezeichnete einfache Grenzstein aufgestellt. Nach der Trennung der ehemaligen Gebiete der Landgrafschaft Hessen-Marburg unter die verbleibenden Landgrafschaften Hessen-Darmstadt und Hessen-Kassel stießen an dieser Stelle drei Territorien zusammen. Die folgenden Steine mit den Nummern 78-80, die Kassel und Darmstadt markieren, wurden jedoch erst ein Jahrhundert nach der Gebietsaufteilung im Jahre 1754 aufgestellt. | ab 1590                | 760493 DDB |
| Bild gesucht BW                           | Jüdischer Friedhof                 | Frankenau, Judentotenhof LageFlur: 30, Flurstück: 90/56        | Der Friedhof wurde nach dem Dreißigjährigen Krieg am ehemals südöstlichen Stadtrand, heute an einem Hang unmittelbar oberhalb der Wildunger Straße gelegen, eingerichtet und bis 1830 auch von den jüdischen Gemeinden Vöhl und anderer Nachbarorte belegt. 1833 war der Friedhof zu klein geworden, wurde auf 1406 m² erweitert und mit einer Hecke eingefriedet. Noch bis 1869 sind hier auch Juden aus Frankenberg und Altenlotheim bestattet worden. Die letzten Beisetzungen fanden 1934 statt. Der Friedhof umfasst heute noch 34 Steine aus der Zeit seit dem frühen 20. Jahrhundert. Die zumeist einfachen Grabsteine zeigen an den Vorderseiten hebräische Inschriften, die in vereinfachter Form auf den Rückseiten in lateinischer Schrift wiederholt wurden. Die meisten sind mit einfachen Verdachungen mit geschwungenen Giebeln bekrönt. | 17. Jahrhundert        | 760489 DDB |
| Bild gesucht BW                           | Wohnhaus                           | Frankenau, Lindenstraße 16 LageFlur: 31, Flurstück: 25         | Zur Lindenstraße traufständiges, zweigeschossiges Fachwerkwohn- und -geschäftshaus aus der Zeit nach dem großen Brand 1865. Das fünfachsige, regelmäßig gegliederte Gebäude erhebt sich über einem flachen Werksteinsockel und zeigt ein zur Straße massiv erneuertes Erdgeschoss. Das Fachwerkobergeschoss, die seitlichen Giebel und das die Hauptfassade bekrönende, mittige, übergiebelte Zwerchhaus sind vollflächig verschiefert. In diesem Haus wurde am 23. April 1892 der Schriftsteller, Künstler und Arzt Richard Hülsenbeck geboren, der einer der Mitbegründer des Dadaismus wurde. | um 1865                | 79521 DDB  |
| weitere Bilder                            | Evangelische Kirche                | Frankenau, Rieschstraße 4 LageFlur: 31, Flurstück: 66          | Mit der Stadtgründung 1242 durch Landgraf Heinrich Raspe erhielt Frankenau zwar sicherlich eine eigene Kirche, gehörte pfarrrechtlich aber zur Quernstkirche (vgl. Altenlotheim). Im Jahre 1319 wird erstmals ein Pfarrer in Frankenau erwähnt. Möglicherweise um diese Zeit hatte die Stadt eine eigene Pfarrstelle erhalten, die bis ins 17. Jahrhundert auch die Gemeinden in Altenlotheim und Löhlbach versorgte. Seit 1528 ist die Kirche lutherisch, seit dem 17. Jahrhundert wurde sie zudem von der aus Frankenberg betreuten reformierten Gemeinde benutzt. Eine vermutlich noch mittelalterliche Kirche war gegen Ende des 18. Jahrhunderts so baufällig, dass die Gemeinde die Gottesdienste im Rathaus feierte. Sie wurde 1833 abgerissen und zwischen 1834 und 1859 durch einen mit einfachsten Mittel errichteten, klassizistischen Saalbau ersetzt, der jedoch schwere Baumängel aufwies. Zur Kirche gehörte ein angeblich vor der Stadtgründung errichteter, runder Turm aus Steinquadern, der im Mittelalter zugleich der Verteidigung diente und mit der 1833 abgerissenen Kirche verbunden war. Dieser „fränkische Grenzlandturm“ blieb nach Abriss der alten Kirche als freistehender Glockenturm erhalten und wurde nach dem großen Stadtbrand des Jahres 1865, bei dem die neue Kirche ab- und der Turm ausbrannten, 1869 wegen Baufälligkeit abgetragen. 1876 erfolgte der Neubau der heutigen neugotischen Kirche durch Baumeister Wilhelm Müller als sein erstes größeres Werk; der ausgeführte und mehrere Alternativentwürfe sind erhalten. Ein Riss im Turm während der Bauzeit und vergebliche Versuche, ihn zu beseitigen, bedingten den Abbruch und abermaligen Neuaufbau. Die Einweihung der Kirche erfolgte im April 1878. Renovierung 1992. Inmitten der nach dem Brand 1865 mit völlig verändertem Stadtgrundriss wieder aufgebauten, von Südwesten nach Nordosten ansteigenden Stadt gelegen, mit dem Chor nach Nordosten orientiert. Der alte Kirchhof war nach dem Stadtplan von etwa 1776 oval ummauert, die Vorgängerkirche offenbar anders ausgerichtet. Müller konzipierte den Neubau mit einer Sichtachse auf Turm und Langhaus von der Rieschstraße aus, so dass er im ansteigenden Gelände des Kirchhofs zurückliegt und höher wirkt, als er tatsächlich ist. Flach gedeckter Emporensaal mit eingezogenem Fünfachtelpolygon und Westturm aus Bruchstein mit Werksteingliederungen. Die Seitenwände des Außenbaus sind über wenig vortretende Strebepfeiler in drei Achsen gegliedert und mit hoch sitzenden, zweibahnigen Fenstern über schmalem Gesims in Sohlbankhöhe versehen, die einfache Kreise im Couronnement schmücken. Kleine Portale in den Ostwänden neben dem Chor. Das Chorpolygon ist mit stärkeren Strebepfeilern und Fünfpässen in den Fenstern versehen. Der Turm besteht aus einem hohen Schaft, dessen Wände von strebepfeilerartigen Futtermauern eingefasst sind. Mit Wimperg verdachtes, vortretendes Doppelportal mit Profilgewände an der Westseite, im Tympanon ein Kreuz und die Symbole von Alpha und Omega; darüber ein Fenster in größerer Blende. Das Glockengeschoss ist mit Doppelfenstern versehen, die über Säulchen mit Kapitellen und Schaftwirteln gekuppelt sind. Achteckiger, verschieferter Spitzhelm, am Helmfuß vier Wichhäuschen. Der Innenraum ist von der Friedrichswerderschen Kirche in Berlin (1824–1831 von Karl Friedrich Schinkel) angeregt und in eine breit gelagerte, stilistisch in der englischen Frühgotik wurzelnde Variante mit Flachdecke umgeformt. Er ist in seiner Grundidee ein Wandpfeilersaal. Auf im Grundriss quadratischen, mit flachen Segmentbögen verbundenen Pfeilern sind an den Seitenwänden und im Westen Steinemporen mit etwas zurück springenden, geschlossenen Steinbrüstungen eingebaut. Die Brüstungen werden über den Pfeilern von stämmigen Rundpfeilern mit ausladenden Blattkapitellen unterbrochen, auf denen kurze, breite, spitze Quertonnen ruhen. Die Durchgänge auf den Emporen in Höhe der Pfeiler werden aus Architraven auf Wandvorlagen gebildet. In den Zwickeln zwischen den Tonnen stehen Wandstiele aus Holz, auf denen die Flachdecke aufliegt. Der breite Chorbogen ist mit gebrochenen Ecken von einem auf Konsolen abgefangenen Unterzug begleitet, eine Form, die sich als Gewölbeanfänger im Chor verkürzt wiederholt. Ungewöhnlich sind die steilen Sohlbankschrägen für die Chorfenster. Eine zurückhaltende Farbfassung und Ausmalung unterstreicht die Architektur. Wenige Profilkehlen und die Rippenkanten im Chor sind dunkelrot ausgelegt, die Rippen werden von kleinen, stilisierten Blättern begleitet, der bemalte Chorschlussstein ist mit vergoldeten und farbig unterlegten Rippenansätzen geschmückt. Spätklassizistisches Ornamentband am Deckenansatz. Die Chorwände sind unterhalb der Fenstersohlbänke mit einem gemalten textilen Wandbehang ausgestattet. Die originale Ausstattung entstand nach Entwürfen Müllers (erhalten zu Kanzel und Orgelprospekt, 1877). Vierteiliger Altaraufsatz von Christian Braun in spröden, eigentümlich stilisierten neugotischen Formen. In jeder Achse steht eine gemalte Heiligenfigur, die beiden Mittelachsen werden von einer Lünette mit Lamm Gottes zusammengefasst und von einem Radkreuz zwischen Fialen auf Säulchen bekrönt. Die fünfseitige Kanzel aus Sandstein ist ohne Schalldeckel. Der Kanzelkorb ruht mit geschlossenen, mit je einem Vierpass versehenen Brüstungen zwischen Ecksäulchen auf einem kurzen Säulenfuß, dessen Blattkapitell den oberen Kapitellen im Langhaus entspricht; mit einem Viertelkreisbogen schließt vom Chorraum aus eine Sandsteintreppe an. Fünfteiliger, flacher Orgelprospekt von Furtwängler mit erhöhtem, von einem Wimperg abgeschlossenem Mittelfeld, der hohe Unterbau etwas zurück springend; das Orgelwerk wurde 1975 neu erbaut. An der nördlichen Langhausostwand der Gedenkstein „Zum Andenken an den glorreichen Feldzug 1870-71“, eine schwarze Inschriftplatte mit Namen zwischen Säulen auf hoher Plinthe sowie einem Kielbogenaufsatz mit Sechspass und Krabben. Zum Denkmalumfang gehört auch das Kriegerdenkmal vor der Kirche. |                        | 79522 DDB  |
| Bild gesucht BW                           | Struthmühle                        | Frankenau, Struthmühle 1 LageFlur: 15, Flurstück: 10/2         | An heutiger Stelle wird die Struthmühle erstmals in der Mitte des 16. Jahrhunderts im Salbuch des Hospitals in Haina erwähnt und in den folgenden Jahrhunderten an verschiedene Müllerfamilien unterverpachtet. Die Mühle war noch bis 1955 in Betrieb und wurde 1989 wieder instand gesetzt. Das heutige Mühlengebäude stammt aus dem Jahre 1778, wurde jedoch im Erdgeschoss in jüngerer Zeit weitgehend umgebaut. Das über eine breite Gebälkzone mit gerundeten Balkenköpfen und Füllbrettern leicht überkragende Obergeschoss zeigt noch das ursprüngliche Fachwerk der Erbauungszeit mit doppelter Verriegelung und weit gespreizten Mannfiguren mit Fußbändern an den Eck- und Bundständern. An der Schwelle des Obergeschosses findet sich folgende Inschrift: „Deo Gloria Johannes Schöffer u. Eva Dorn ehliche Haußfrau haben Gott vertraut und dis Haus erbaut durch den ZM Jacob Knoche im Jahr Anno 1778“. | 1778                   | 760492 DDB |
| Bild gesucht BW                           | Wohnhaus                           | Frankenau, Waldecker Straße 2 LageFlur: 31, Flurstück: 123/1   | Giebelständig zur Waldecker Straße im frühen 18. Jahrhundert errichtetes, großvolumiges Fachwerkhaus. Das im hohen Erdgeschoss und im hinteren Bereich in jüngerer Zeit massiv erneuerte Wohn- und Geschäftshaus wahrt im vorderen Teil des Obergeschosses und im Dach sein ursprüngliches Fachwerk, dessen dichtes Gefüge mit Mannfiguren an Eck- und Bundständern sowie Dreiviertelstreben in den nicht durchfensterten Gebinden ausgesteift ist. Prägend für das Haus sind die breiten Gebälkzonen mit profilierten Balkenköpfen und Füllhölzern und profilierten Schwellen mit Perlstäben über den Balkenköpfen, die die Trennung zwischen den überkragenden Geschossen bilden. Neben den mit Taustäben versehenen Eckständern zeigt auch der dreifach überkragende Giebel unterschiedliche, durch Verstrebungen gebildete Zierformen, insbesondere eine Reihung einfacher Kopfwinkelhölzer, die dem Gebäude sein altertümliches Gepräge verleihen. Die Obergeschossschwelle trägt folgende Inschrift: „11 ZM Jacob Scheffer ZM Adam Metzger alle die mich kenen denen gebe Gott was sie mir gönnen“. | Beginn 18. Jahrhundert | 79523 DDB  |
| Bild gesucht BW                           | Wohnhaus                           | Frankenau, Wilhelmstraße 6 LageFlur: 31, Flurstück: 53         | Nach dem großen Brand 1865 in Zweitverwendung hier aufgeschlagenes, traufständiges Fachwerkeinhaus. Das Gebäude erhebt sich über einem hohen Bruchsteinsockel und wahrt über dem massiv erneuerten Erdgeschoss das bauzeitliche Fachwerk mit einfacher Verriegelung und steilen geschosshohen Streben. Im rechten Gebäudeteil ist eine große Toreinfahrt erhalten geblieben. Die Schwelle des Obergeschosses wahrt folgende, ausführliche Inschrift aus der Zeit der ersten Erbauung: „Nimmt Gott den wir vertrauen sich unsers Wercks nicht an, will er das Haus nicht bauen, vergebens baut mann dann, will er die Stadt nicht schützen er gibts durch Rath und macht, was wird der Wächter nützen umsonst ist da die Wacht. Der Zimmermeister ist gewesen Heinrich Bickhard aus Löhlbach Domini Chrieste 1821“ | um 1865                | 79525 DDB  |

### Louisendorf
| Bild            | Bezeichnung                             | Lage                                                      | Beschreibung | Bauzeit              | Objekt-Nr. |
| --------------- | --------------------------------------- | --------------------------------------------------------- | --- | -------------------- | ---------- |
| Bild gesucht BW | Forsthaus                               | Louisendorf, Forsthaus LageFlur: 1, Flurstück: 75/4, 75/5 | Südlich der Ortslage am Waldrand erhebt sich das 1889 errichtete Forsthaus. Das Gebäude weist die für die Forsthäuser der Zeit typischen Merkmale auf. Es besteht aus einem eingeschossigen Stallanbau, dem ein zweigeschossiger Kopfbau vorgelagert ist. Stall und Erdgeschoss des Wohnhauses wurden über einem aus regelmäßigen Sandsteinquadern gemauerten Sockel aus unverputztem Ziegelmauerwerk errichtet und im Wohnteil mit einer regelmäßigen Reihung segmentbogiger Fenster gegliedert. Das Obergeschoss des Wohnhauses ist als leicht überkragende Fachwerkkonstruktion mit doppelter Verriegelung und geschosshoher Kreuzverstrebung ausgeführt und wird von einem flachen Satteldach mit weit vorkragenden Ortgängen bedeckt. | 1889                 | 79664 DDB  |
| Bild gesucht BW | Gesamtanlage historischer Siedlungskern | Louisendorf, Gesamtanlage historischer Siedlungskern Lage | Hauptstraße 7-25, 2-18. Die im Jahre 1688 vom landgräflichen Geometer Schmerfeld ausgewiesenen 16 Parzellen für die ersten Siedler des Dorfes sowie den beiden mittleren Parzellen für Kirche und Schule finden sich noch heute in nahezu unveränderter Form entlang der heute weitgehend als Allee gestalteten Hauptstraße. Die langen, zumeist schmalen Parzellen wurden zunächst mit einfachen Häusern bebaut, die inzwischen vollständig durch Folgebauten ersetzt wurden. Im Laufe des 19. Jahrhunderts entstanden die heutigen, zumeist als Hakenhöfe ausgebildeten Hofanlagen, die mit Fachwerkwohnhäusern und ebensolchen Scheunen versehen wurden. Die ursprünglichen Parzellen sind inzwischen teilweise zusammengelegt. An beiden Seiten der Hauptstraße ist die Gesamtanlage um die direkt angrenzenden, erst nachträglich entstandenen Parzellen erweitert. Über die Struktur des Dorfes um die Mitte des 19. Jahrhunderts äußert sich der Dorfschullehrer in einer Beschreibung 1852 wie folgt: „Die Wohnhäuser bilden eine gerade Straße und sind bis auf zwei einstöckige, zweistöckig und aus Fitzgerten oder Holz. Die Viehställe sind mit den Häusern verbunden, die Schweineställe und Scheunen jedoch getrennt. Zwei Wohnhäuser und eine Scheune sind mit Stroh gedeckt, die übrigen mit Ziegeln. Hinter jedem Haus ist ein Garten. Alle Gärten in Rechteckform, gleich lang und nach dem Felde mit einer lebendigen Hecke eingefriedigt, so dass der ganze Ort in Quadratform ringsum mit einer lebendigen Hecke eingefriedigt ist.“ |                      | 760494 DDB |
| Bild gesucht BW | Ehemalige Schule                        | Louisendorf, Hauptstraße 3 LageFlur: 4, Flurstück: 2/2    | Als Ersatz für eine zu klein gewordene Schule in der Dorfmitte ließ die Gemeinde im Jahre 1910 am südwestlichen Ortsausgang eine neue Schule errichten. Das massive, mit einem steilen Satteldach mit Halbwalmen versehene Gebäude erhebt sich über einem Bruchsteinsockel und ist vollständig verputzt. Die Fassade wird lediglich durch Sandsteinlaibungen der unregelmäßig verteilten Fenster und eine Eckquaderung gegliedert. Nach Süden zeigt das heute privat genutzte Schulhaus im Erdgeschoss noch vier hohe, segmentbogige Fenster des früheren Schulsaals. An der Ostseite ist eine Inschriftentafel aus Sandstein mit folgender Inschrift eingelassen: „Schule zu Louisendorf 1909–1910“. | 1910                 | 79530 DDB  |
| Bild gesucht BW | Reformierte Kirche                      | Louisendorf, Hauptstraße 10 LageFlur: 4, Flurstück: 25    | Kleine, auf einem flachen Bruchsteinsockel mit Werksteinrollschicht in Fachwerk errichtete Saalkirche aus den Jahren 1699 bis 1702. Die an drei Seiten verschieferte Kirche wird von einem steilen Satteldach mit achteckigem Dachreiter an der Ostseite bekrönt. Die zur Dorfseite ausgerichtete Fachwerktraufseite des Ständerbaus zeigt ein einfaches, vierfach verriegeltes Fachwerkgefüge mit fast geschosshohen Streben, mittiger Erschließung an der Längsseite und zwei über zwei Gefache bis zum Rähm reichende Fenster. Der den reformierten Glaubenslehren entsprechende schlichte Innenraum wird von einer flachen Balkendecke überspannt und von einem auf einem gefasten Ständer mit stark geschwungenen und beschnitzten Kopfwinkelhölzern ruhenden Unterzug gestützt. An der Westseite befinden sich die einfache, blockartige Altarmensa und direkt dahinter die auf einer starken Holzstütze ruhende, sechseckige Kanzel mit flachem Schalldeckel und holzverkleideter Rückseite mit folgender Inschrift: „Seid Täter des Worts nicht Hörer allein dadurch Ihr Euch selbst betrüget!“. Unterhalb der Kanzel befinden sich die Grabsteine zweier Kindergräber aus dem 18. Jahrhundert. Der ältere der beiden Grabsteine wurde für Helena Henrietta Judith Crosat, die im Jahre 1741 verstarb gefertigt und zeigt ein eingetieftes Inschriftenfeld, das von einem Cherub bekrönt ist. Das jüngere der beiden Gräber entstand für Marie Henriette Amelie Rommershausen, der 1764 verstorbenen Tochter des Amtmanns von Wetter und zeigt ein von einem Cherub bekröntes und von Blütenranken gerahmtes Inschriftenfeld über einem Stundenglas und einem Totenschädel. Die Ostseite der Kirche wird von einer auf Holzständern ruhenden Empore mit gebälkartig ausgebildeter Front mit genuteten Balkenköpfen, gerundeten Füllhölzern und einer mit einem Zahnschnitt versehenen Schwelle eingenommen. Entlang des auf den Ständern ruhenden Rähms ist folgende Inschrift angebracht: „Das Reich Gottes ist nicht Essen und Trinken sondern Gerechtigkeit und Friede und Freude in dem Heiligem Geiste. Wer darinnen Christo dienet, der ist Gott gefällig und dem Menschen wert. Darum lasset uns dem nachstreben das zum Frieden dienet und was zur Besserung untereinander dienet. Römer 14, Vers 17-19.“ | 1699 bis 1702        | 79531 DDB  |
| Bild gesucht BW | Wohnhaus                                | Louisendorf, Hauptstraße 11 LageFlur: 4, Flurstück: 11    | Auf einer schmalen Parzelle im ausgehenden 19. Jahrhundert als Ersatz für ein älteres Gebäude errichtetes, zweigeschossiges, giebelständiges Fachwerkhaus über einem straßenseitig fast geschosshohen Bruchsteinsockel. Über der als Stall genutzten Sockelzone erhebt sich ein konstruktives Fachwerk, dessen Stockwerke mit leichtem Überstand verzimmert sind. Ausgesteift wird die im Erdgeschoss doppelt und im Obergeschoss einfach verriegelte Konstruktion durch steile geschosshohe Streben an den Eckständern. Das Wohnhaus zeigt die für die Zeit des ausgehenden 19. Jahrhunderts typische Fachwerkstruktur der als Ersatz für die ursprünglichen Gebäude der Zeit um 1700 errichteten Höfe. | Ende 19. Jahrhundert | 79532 DDB  |
| Bild gesucht BW | Hofanlage                               | Louisendorf, Hauptstraße 13 LageFlur: 4, Flurstück: 12    | Große, als Hakenhof ausgebildete Hofanlage mit einer den Hofraum rückwärtig abschließenden Fachwerkscheune aus der Zeit um 1900 und einem nur wenig früher entstandenen zur Straße giebelständigen Fachwerkwohnhaus. Das zweigeschossige, stockwerkweise verzimmerte Wohnhaus erhebt sich über einem flachen Bruchsteinsockel und zeigt ein einfaches konstruktives Fachwerkgefüge mit einfacher Verriegelung im Erdgeschoss und doppelter Verriegelung im Obergeschoss sowie steilen geschosshohen Streben an den Eckständern. Das zum Hof ehemals fünfachsige Gebäude wird mittig über eine schon bauzeitlich mit einem Windfang versehene Freitreppe erschlossen. | um 1900              | 79533 DDB  |